# Walckenaeria cretaensis
Walckenaeria cretaensis är en spindelart som beskrevs av Jörg Wunderlich 1995. Walckenaeria cretaensis ingår i släktet Walckenaeria och familjen täckvävarspindlar. Inga underarter finns listade i Catalogue of Life.